# Червоноранковский сельский совет (Кролевецкий район)
Червоноранковский сельский совет (укр. Червоноранківська сільська рада) — входит в состав
Кролевецкого района
Сумской области
Украины.
Административный центр сельского совета находится в 
с. Божок.

## Населённые пункты совета
- с. Божок
- с. Веселые Горы
- с. Заболотово